# Пильшино (деревня)
Пи́льшино — деревня в Выгоничском районе Брянской области, в составе Красносельского сельского поселения. Расположена в 4,5 км к северу от села Красное, в 10 км к западу от пгт Выгоничи. Население — 56 человек (2010).
В 5 км к югу — одноимённая железнодорожная станция на линии Брянск-Гомель.

## История
Упоминается с 1626 года (первоначально — как пустошь, в составе Подгородного стана Брянского уезда). Бывшее владение Тютчевых, с середины XIX века — Васильчиковых. Входила в приход села Малый Крупец.
С последней четверти XVIII века до 1922 года входила в Трубчевский уезд (с 1861 — в составе Красносельской волости, с 1918 в Крестовской волости). В 1922—1929 в Выгоничской волости Бежицкого уезда; с 1929 в Выгоничском районе, а в период его временного расформирования — в Брянском (1932—1939, 1965—1977), Почепском (1963—1965) районе.
До 1930-х гг. — центр Пильшинского сельсовета; позднее (до 2005 года) в Красносельском сельсовете (в 1966—1979 гг. в Орменском).